# Matej Král
Matej Král (* 28. prosince 1990, v Nitře) je slovenský fotbalový záložník, od roku 2009 působící v A-týmu FC Nitra.

## Fotbalová kariéra
Svou fotbalovou kariéru začal v FC Nitra, kde se popracoval až do prvního mužstva a obléká jeho barvy dodnes. Ukazuje se jako velký příslib do budoucna.